# Oltcit
Oltcit, prononcé [oltsit] ou bien [olsit], était une marque de voitures roumaines fabriquées à Craiova, développées en coopération avec Citroën en France dans les années 1980. La marque a produit une petite berline trois portes avec hayon, basée sur le prototype Y de Citroën, déclinée en plusieurs versions. Ce véhicule a été étudié par Citroën pour remplacer l'Ami 8, avant la décision prise par Peugeot de produire la future Citroën Visa dérivée de la 104.

## Projet Y
Entre 1968 et 1973, Michelin propriétaire de Citroën en difficultés, tente un rapprochement avec FIAT afin de réaliser des économies et de nouer des accords techniques et commerciaux. Cependant, le gouvernement français met son veto à la cession de Citroën à FIAT et pousse la famille Peugeot à absorber Citroën en décembre 1974. 
Durant cette période de rapprochement avec FIAT, Citroën tente d'adapter la FIAT 127, tout juste lancée, avec l'étude RA. Faute d'accord sur les prix de revient, l'idée avorte. Au même moment, en 1972, les ingénieurs de Citroën lancent leur projet Y : une petite berline cinq portes reposant sur la plateforme de la FIAT 128, équipée d'un moteur refroidi par air dérivé du bicylindre de la 2CV ou du quatre cylindres de la GS, et des suspensions à barres de torsion. 
Après la reprise de Citroën par Peugeot, le groupe décide d'abandonner le projet Y, malgré sa finalisation prévue pour courant 1976, car jugé insuffisamment avancé et ayant déjà coûté cher au groupe, qui doit composer avec les échecs du moteur rotatif et du développement des CX, GS et SM. Peugeot impose en urgence le projet RB, basé sur une carrosserie coupé  de la Peugeot 104 à mécanique Ami 8, qui sera la future Citroën LN. Conjointement, en 1975, est également étudiée la Citroën Visa (projet VD) ; Robert Opron et Jean Giret, les stylistes de Citroën s'inspirent de la ligne du projet Y pour la Visa.

## Création d'Oltcit
En 1976, le dictateur roumain Nicolae Ceaușescu lance un deuxième appel d'offres, après celui de 1966 qui avait abouti à la création de l'usine Dacia à Pitești (en collaboration avec Renault) pour la fourniture d'une usine et d'un modèle à fabriquer afin de développer l'industrie automobile du pays. Cette opportunité arrange les ingénieurs de chez Citroën qui refusaient d'abandonner le véhicule Y. Face à l'allemand Volkswagen, le groupe français sort vainqueur.
Peugeot ressort donc de ses tiroirs le projet Y, prenant dorénavant l'appellation « TA », pour créer et industrialiser à bas coût en Roumanie, George Taylor. Le 30 décembre 1976, la société Oltcit, codétenue par Citroën à 36 % et à 64 % par l'État roumain, pour un investissement total de 2,5 milliards de Francs est créée. L'Oltcit roumaine est donc la dernière voiture de conception 100 % Citroën, puisque antérieure au rachat par Peugeot. L'usine comprise dans le contrat pour 1,5 milliard de francs est ultra-moderne pour son époque par rapport aux standards d'Europe de l'Est. Celle-ci devait être opérationnelle dès 1978, mais de nombreux retards imputables à la bureaucratie roumaine, font que la mise en production n'a lieu qu'en 1981, avec une production initiale prévue de 130 000 exemplaires par an. 
Comme l'Oltcit se vend mal en Europe de l'Est, PSA apporte son aide en important et distribuant 50 % des voitures fabriquées sous le nom d'Axel dans plusieurs pays non communistes (France, Belgique, Pays-Bas, Autriche et Italie), mais également en guise de contrepartie des exportations de pièces Citroën en Roumanie,. Citroën récupère dès lors un modèle à un prix de revient défiant toute concurrence, ce qui lui permet également de compenser tous les frais liés aux études menées pour le projet Y. 
Après leur fabrication à Craiova, les véhicules destinés à l'importation en Europe de l'Ouest sont soumis à des vérifications à l'usine d'Aulnay-sous-Bois avant leur commercialisation, afin de vérifier que les standards de qualité attendus par Citroën sont bien respectés. Très souvent, les automobiles doivent être démontées puis ré-assemblées avec plus de rigueur,.
L'Oltcit arrive sur le marché occidental dix ans après sa conception et le réseau de distribution Citroën rechigne à la vendre, car la marge de profit est faible, la consommation élevée, les mauvaises finitions et le design est obsolète. De plus, l'arrivée de l'Axel dans la gamme des petites berlines du groupe engendre une concurrence interne avec les LN/LNA et Visa.

## Les modèles
- Oltcit Special
- Oltcit Club
- Oltcit Club 11 R
- Oltcit Club 11 RL
- Oltcit Club 11 RM
- Oltcit Club 12 TRS
- Oltcit Oltena
- Oltena Club 11 CS
- Oltena Club 12 CS
- Oltena Club 12 CL

## L'après Oltcit
Après la fabrication de l'Oltcit, le site de Craiova a produit en propre un modèle appelé « Oltena » pour ensuite nouer un partenariat avec la firme coréenne Daewoo. En 1994, elle est rebaptisée « Daewoo Automobile România » puis, en 1996, les fabrications de la Tico, de la Cielo et de l'Espero sont lancées. L'année suivante, une nouvelle usine de mécanique, moteurs et transmissions entre en production. En 2001, la Matiz et la Nubira II suivent.
Mais c'est le chaebol Daewoo qui est ébranlé, d'où la reprise de Daewoo Motor par General Motors en 2002. L'usine est restée vétuste sans investissements et sa production réservée au marché local. 
En 2006, le gouvernement roumain rachète le site ; acquérant 72,4 % du capital pour 60 millions de dollars. Ford est le seul groupe à avoir posé sa candidature à sa reprise en juillet 2007. Ford y produit depuis cette date ses véhicules depuis 2009.